# Gabriela Dzuríková
Gabriela Dzuríková (* 18. březen 1973, Košice ) je slovenská herečka. Po absolvování gymnázia studovala na Vysoké škole múzických umění v Bratislavě. Po ukončení v roce 1995 se stala členkou činohry Slovenského národního divadla, kde účinkovala již během studií. Hostovala mimo jiné také v Divadle Aréna. V letech 2009, 2010, 2015 a 2019 byla za své herecké úspěchy oceněna Výroční cenou Literárního fondu.  
Kromě práce v divadle se Gabriela Dzuríková podílela i na filmových a televizních inscenacích. Mimo jiné se v letech 2007 až 2012 objevila ve slovenském sitcomu Mafstory v roli Ingrid “Pipiny” Molnárové. Objevila se také ve filmu slovenského režiséra  Marka Škopa Eva Nová z roku 2015. Film byl uveden mimo jiné na filmovém festivalu v Curychu.  V letech 2022 až 2023 hrála roli Svetlany Otčenášové ve slovenském komediálním seriálu Hranica. Věnuje se i dabingu.  

## Filmografie

### Filmy
- 1993 – Slepý Geronimo a jeho brat (TV film)

- 2001 – Hana a její bratři ( Božka )
- 2007 – Keep Smiling
- 2015 – Eva Nová
- 2022 – Websterovi ve filmu
- 2024 – MIKI

### TV seriály
- 2007–2013 – Mafstory ( Ingrid „Pipina“ Molnárová Krasňanská )
- 2007–2012 – Ordinace v růžové zahradě ( Majka Pašková )
- 2008  –  Profesionálové ( Ingrid „Pipina“ Molnárová Krasňanská )
- 2009  – Kutyil s.r.o. ( Ingrid „Pipina“ Molnárová Krasňanská )
- 2009 – Odsouzeno ( Edita Beňová ; Magorka )
- 2012 – Hoď svištěm ( Broně )
- 2012–2013  – Horká krev ( Gabriela Matúšová )
- 2013–2015  – Chlapi nepláčou ( Cecílie Sobotová )
- 2015  – Kukačka ( Agáta Prágerová )
- 2020  – Červené pásky ( ošetřující lékařka )
- 2022  – Hranice ( Svetlana Otčenášová )
- 2022 – Tatínkové ( Jarmila „Sabinov“ )
- 2023  – Máma k pronájmu ( Zuzana Vargová )
- 2025  – Slib ( Zdena Hanúsková )

## Dabing
- 2002–2005 – FBI – Případy Sue Thomasové ( Tara Williams )
- 2025–současnost – Geissenové - Těžký život milionářů ( Carmen Geiss, dabing STVR )
- 2025–současnost – Davina a Shania – Mladé Geissenky ( Carmen Geiss, dabing STVR )

### Telenovely
- 1998–1999 – Divoký anděl - Victoria Di Carlo
- 2001 – Vetřelkyně – Raquel Junquera Brito
- 2002 – Daniela - Renata Gamboa / Renata Verge
- 2002 – Žena na útěku - Karina de Armendáriz
- 2002–2003 – Divoška Rosaura – Eduarda Arismendí
- 2002–2003 – Odplata – Valentina Diaz / Helena Fontana Visso / Valentina Valerugo Fontana de Ariza
- 2003 – Rebeca – Leona Valverde
- 2003 – Pravá láska – Antonia Morales Cortés
- 2003–2004 – Mariana, dcera noci – Yadira de Guerrero
- 2003–2004 – Skrytá vášeň – Dinora Rosales
- 2004–2005 – Cikánky – María Magdalena Antich
- 2005 – Macocha – Ana Rosa Márquez
- 2005–2006 – Touha těla – Cantalicia Muñetón de Cerinza
- 2005–2006 – La Tormenta – Pokušení lásky – Dalila
- 2005–2006 – Osudové setkání - Perla
- 2006 – Souboj vášní – Malena
- 2006–2007 – Rány z lásky - Bárbara

## Diskografie, kompilace (výběr)
- 2008 – Velcí herci zpívají malým dětem 2 - Kniha s CD [2] - třináct slovenských herců zazpívalo celkem 20 písní

## Ocenění
- 2009 - Výroční cena Literárního fondu za postavu Dolly v dramatizaci hry L. N. N. Tolstého Anna Karenina
- 2010 - Výroční cena Literárního fondu za postavu Herodiady v inscenaci P. O. Hviezdoslava Herodes a Herodias
- 2015 - Výroční cena Literárního fondu za postavy Škréta Laktibradky (Kmotr, Básník, Hostinský a další) v inscenaci Ľ. V. Krále. Feldeka Jak se Lomidrevo stal králem
- 2019 - Výroční cena Literárního fondu za postavu Šracie v inscenaci Pohřeb nebo svatba - co je dřív?[1]